# Eurypterus
L'euriptero (gen. Eurypterus) è un artropode fossile del Siluriano superiore (circa 410 milioni di anni fa). I suoi fossili sono stati rinvenuti in Europa, in Nordamerica e in Asia.

## Descrizione
Questo animale, non più lungo di una trentina di centimetri, fa parte della classe dei merostomi, un gruppo di artropodi al quale appartiene l'odierno limulo. In particolare, l'euriptero è il membro più comune dei cosiddetti "scorpioni di mare" o euripteridi (Eurypterida), che prendono il nome proprio da questo animale.

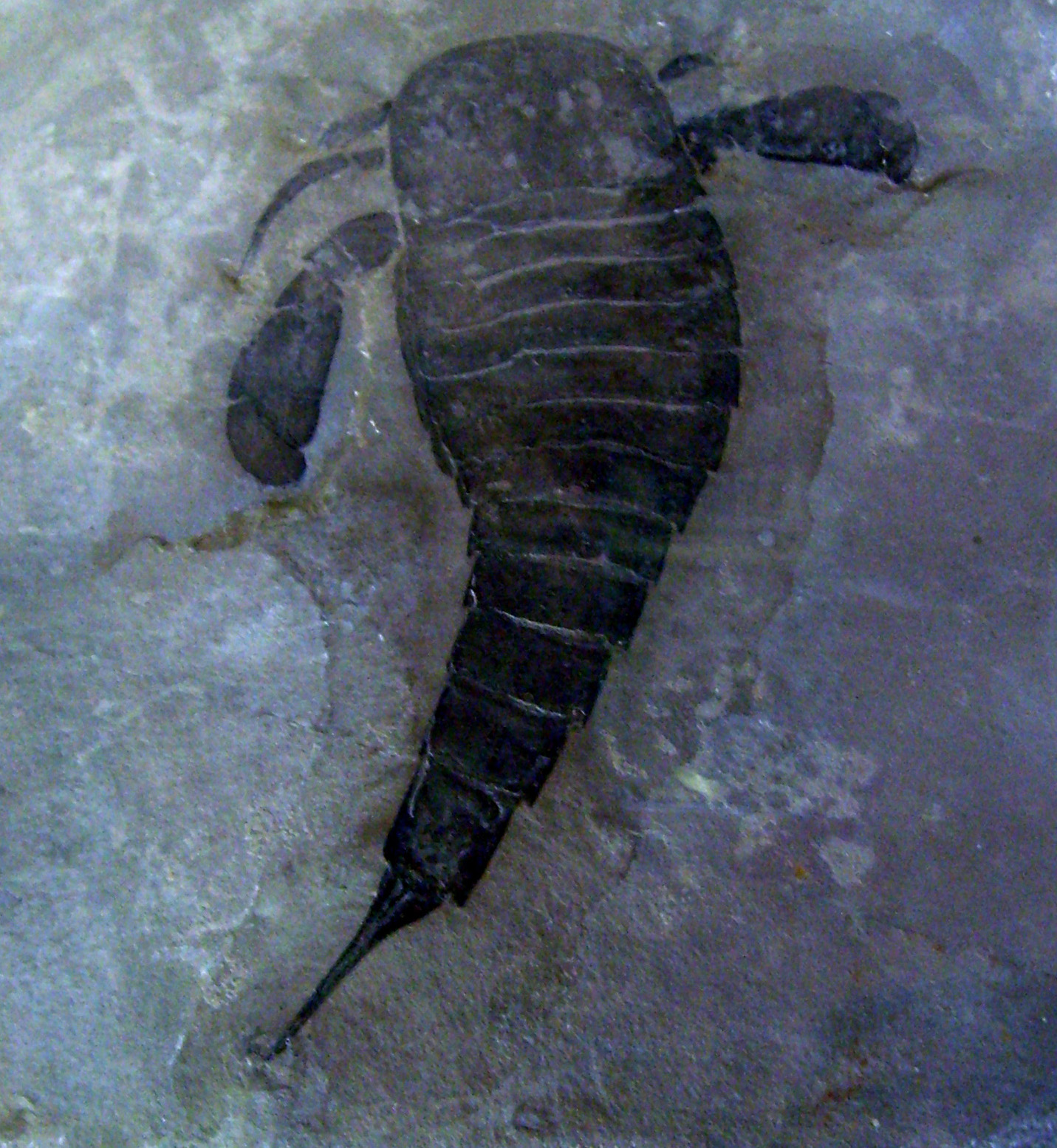
Fossile di Eurypterus lacustris.

Il corpo dell'euriptero era largo, appiattito e ricoperto da un carapace chitinoso. La parte anteriore (cefalotorace) era formata da un solo pezzo, mentre quella posteriore (addome) era segmentata. Il cefalotorace aveva una forma più o meno quadrata o a semicerchio, e un paio di grandi occhi composti erano posti ai lati, nella parte anteriore. Altri due piccoli occhi, invece, si trovavano nel centro del cefalotorace. L'euriptero era dotato di quattro paia di arti simili a zampe, sporgenti dal cefalotorace. Un paio di appendici più lunghe, simili a pagaie e appiattite, erano poste più indietro e servivano a nuotare. Alla fine dell'addome vi era una protuberanza (telson) a forma di lunga spina appuntita (da qui il nome "scorpioni di mare").

## Habitat
Probabilmente l'euriptero viveva in acque marine, salmastre o dolci, nuotando e muovendosi sul fondo per mezzo delle zampe. Alcuni scienziati pensano, tuttavia, che le forme più piccole potessero compiere anche brevi spostamenti terrestri. L'euriptero si nutriva probabilmente di piccoli invertebrati e di piccoli pesci primitivi. Tra le specie più note di Eurypterus, da ricordare E. remipes ed E. fischeri.

## Nella cultura di massa
- Il film horror Creatura degli abissi del 1989 presenta un mostro marino simile a un gigantesco euriptero (o più in generale a una creatura della classe degli euripteridi) che assale un laboratorio subacqueo decimandone il personale.